# Hoysinghausen
Hoysinghausen è una frazione (Ortsteil) del comune di Uchte, nel land della Bassa Sassonia, in Germania.

## Storia
Già comune autonomo nel circondario di Nienburg/Weser, fu soppresso e incorporato a Uchte il 1º marzo 1974.
| Controllo di autorità | GND (DE) 4570349-8 |